# كريستين ألين
كريستين ألين (بالإنجليزية: Kristin Allen)‏ هي لاعبة جمباز بهلوانية ‏ أمريكية، ولدت في 10 يوليو 1992 في ليفيرموري في الولايات المتحدة.

## وصلات خارجية
- كريستين ألين على موقع الاتحاد الدولي للجمباز (biography) (الإنجليزية)
- كريستين ألين على موقع الاتحاد الأمريكي للجمباز (الإنجليزية)